# Teorema de la energía cinética
El teorema de la energía cinética, también conocido como teorema de fuerzas vivas, es un teorema importante en el contexto de la mecánica clásica, en especial dentro del campo de la dinámica y de los análisis energéticos. 

## Enunciado
El teorema establece que :
El trabajo realizado por la fuerza neta (suma de todas las fuerzas) aplicada a una partícula es igual al cambio que experimenta la energía cinética de dicha partícula. Esto es,:'

{\displaystyle W=\Delta E_{c}=E_{c_{2}}-E_{c_{1}}\,}

Este teorema es válido tanto en el ámbito de la mecánica clásica como en el de la mecánica relativista de partículas. 
Sin embargo, no es como lo esperabamos en la mecánica de medios continuos o deformables y necesita ser reformulado, ya que un sólido deformable sobre el que se realiza trabajo puede almacenar energía en forma de energía potencial elástica o disiparla por deformación plástica, sin que el trabajo realizado se convierta en energía cinética. De hecho para un sistema que incluya medios continuos deformables, en el que se conserve la energía se puede definir el incremento de energía interna como:

{\displaystyle \Delta U=W-\Delta E_{c}\,}

Por lo que el teorema de las fuerzas vivas original afirmaría que para un cuerpo no deformable, el trabajo realizado sobre él no produce incrementos de energía interna, siendo todo el trabajo igual al incremento de energía cinética.

### Demostración
En el ámbito de la mecánica newtoniana resulta fácil demostrar el teorema de las fuerzas vivas para una 

{\displaystyle W_{1\to 2}=\int _{r_{1}}^{r_{2}}\mathbf {F} \cdot d\mathbf {r} =\int _{r_{1}}^{r_{2}}m\mathbf {a} \cdot d\mathbf {r} =\int _{r_{1}}^{r_{2}}m{\frac {d\mathbf {v} }{dt}}\cdot d\mathbf {r} =m\int _{v_{1}}^{v_{2}}\mathbf {v} \cdot d\mathbf {v} =}
{\displaystyle \dots =m\left[{\frac {v^{2}}{2}}\right]_{v_{1}}^{v_{2}}={\frac {1}{2}}mv_{2}^{2}-{\frac {1}{2}}mv_{1}^{2}=E_{c_{2}}-E_{c_{1}}=\Delta E_{c}}

Siendo {\displaystyle E_{c}\equiv {\frac {1}{2}}mv^{2}} la energía cinética de la partícula; y r1 y r2 , los vectores posición inicial y final respectivamente.
La demostración anterior es válida para la mecánica relativista con cambios triviales:

{\displaystyle W_{1\to 2}=\int _{r_{1}}^{r_{2}}\mathbf {F} \cdot d\mathbf {r} =\int _{r_{1}}^{r_{2}}{\frac {d\mathbf {p} }{dt}}\cdot d\mathbf {r} =m\int _{p_{1}}^{p_{2}}\mathbf {v} \cdot d\mathbf {p} =\int _{v_{1}}^{v_{2}}{\frac {mc^{2}\mathbf {v} }{(1-v^{2}/c^{2})^{3/2}}}\cdot d\mathbf {v} }
{\displaystyle \dots =\left[{\frac {mc^{2}}{\sqrt {1-v^{2}/c^{2}}}}\right]_{v_{1}}^{v_{2}}={\frac {mc^{2}}{\sqrt {1-v_{2}^{2}/c^{2}}}}-{\frac {mc^{2}}{\sqrt {1-v_{1}^{2}/c^{2}}}}=(E_{c_{2}}+mc^{2})-(E_{c_{1}}+mc^{2})=\Delta E_{c}}

### Diversas consideraciones
- Si {\displaystyle W_{1\to 2}>0}: El trabajo motor conlleva un aumento de la velocidad de la partícula.
- Si {\displaystyle W_{1\to 2}<0}: El trabajo resistente implica una disminución de la velocidad de la partícula.

Las unidades de trabajo y de energía cinética se expresan en julio (J).